# آلمان نازی
آلمان نازی عنوانی است که معمولاً برای توصیف دوره‌ای ۱۲ ساله از تاریخ آلمان به‌کار می‌رود؛ از زمان به قدرت رسیدن حزب ناسیونال سوسیالیست کارگران آلمان به رهبری آدولف هیتلر در سال ۱۹۳۳، تا سرنگونی آن در پایان جنگ جهانی دوم در سال ۱۹۴۵.
نام رسمی این کشور در این دوره، تا سال ۱۹۴۳، رایش آلمان (به آلمانی: Deutsches Reich) بود و پس از آن به رایش آلمان بزرگ (Großdeutsches Reich) تغییر یافت.
این حکومت همچنین با عنوان رایش سوم نیز شناخته می‌شود؛ زیرا پس از رایش اول (امپراتوری مقدس روم) و رایش دوم (امپراتوری آلمان)، سومین دوره امپراتوری آلمان محسوب می‌شد.
آدولف هیتلر روز ۳۰ ژانویه سال ۱۹۳۳ توسط پاول فن هیندنبورگ، رئیس‌جمهور آلمان، به عنوان صدراعظم برگزیده شد؛ پس از انتخابات نوامبر ۱۹۳۳ آلمان، حزب ناسیونال‌سوسیالیست کارگران آلمان تحکیم قدرت خود و پاکسازی مخالفان را آغاز نمود. هیندنبورگ روز ۲ اوت ۱۹۳۴ درگذشت و هیتلر با ادغام دو پست ریاست‌جمهوری و صدارت‌عظمی، پس از یک همه‌پرسی ملی در روز ۱۹ اوت همان سال، به پیشوای آلمان (آلمانی: Führer) بدل شد و در همان حال صدراعظم آلمان نیز بود. در جریان رکود بزرگ، نازی‌ها ثبات اقتصادی را به آلمان بازگرداندند و جمعیت بیکاران را به طرز چشم‌گیری کاهش دادند. ساخت پروژه‌های گسترده عمومی، به‌خصوص اتوبان‌ها از جمله مسائلی بود که موجب بازگشت ثبات به اقتصاد آلمان و افزایش محبوبیت این حکومت در میان آلمانی‌ها گردید.
نژادپرستی، به خصوص یهودستیزی، نقش پُررنگی در آلمان نازی ایفا می‌کرد. نازی‌ها مردمان آلمانی را نژاد برتر و خالص‌ترین شاخه از نژاد آریایی به حساب می‌آوردند. از نخستین روزهای رسیدن نازی‌ها به قدرت، آزار و اذیت یهودیان و کولی‌ها آغاز شد و در ماه مارس سال ۱۹۳۳، نخستین اردوگاه کار اجباری تأسیس گردید. یهودیان و سایر افرادی که حکومت علاقه‌ای به آن‌ها نشان نمی‌داد، یعنی لیبرال‌ها، سوسیالیست‌ها و کمونیست‌ها زندانی، تبعید و کشته می‌شدند. نژادگرایی علمی و سیاست جمعیت مسائلی بودند که در مدارس آلمان در دوران نازی‌ها بر آن تمرکز می‌شد. با برنامه «قدرت از طریق لذت» صنعت توریسم در آلمان سازماندهی گردید و المپیک ۱۹۳۶ برای نمایش تصویر مثبتی از آلمان در برلین برگزار شد. همچنین با مسائلی نظیر ساخت فیلم، برگزار راهپیمایی‌ها و استفاده از سخنرانی‌های هیتلر، وزارت پروپاگاندا به رهبری یوزف گوبلس تلاش می‌کرد افکار عمومی را آن‌گونه که می‌خواهد، تحت تأثیر قرار دهد.

پرچم جنگی رایش سوم

در سال‌های منتهی به جنگ، آلمان نازی بخش‌ها یا تمامی اراضی تعدادی از کشورهای همسایه را با تهدید نظامی به سلطه خود درآورد. بدین ترتیب در سال‌های ۱۹۳۸ و ۱۹۳۹ اتریش و تقریباً همه چکسلواکی ضمیمه آلمان شد. آلمان نازی با اتحاد جماهیر شوروی، پیمان عدم تجاوز به امضا رساند و از روز ۱ سپتامبر ۱۹۳۹ تهاجم به لهستان را آغاز کرد؛ این تهاجم عموماً آغازگر جنگ جهانی دوم در اروپا قلمداد می‌شود. تا ماه‌های نخست سال ۱۹۴۱، بیشتر اروپا تحت حاکمیت آلمان درآمد و این مناطق توسط حکومت‌هایی تحت عنوان رایش‌کومیستاریات قرار گرفتند. در دوران سلطه آلمان بر اروپا، میلیون‌ها نفر شامل یهودیان و سایر افرادی که مورد علاقه دولت نبودند، در آینزاتس‌گروپن، جوخه‌های مرگ، جان خود را از دست دادند. بسیاری دیگر زندانی شدند و تا زمان مرگ از آن‌ها کار کشیده شد و در اردوگاه‌های مرگ و کار اجباری جان خود را از دست دادند؛ این نسل‌کشی به هولوکاست معروف است.
با وجود موفقیت گسترده اولیه عملیات بارباروسا در تهاجم آلمان به شوروی در ماه ژوئن سال ۱۹۴۱، با گرفتاری در مشکلات تدارکاتی و تاکتیکی و ضدحمله شوروی، ورماخت عملاً در سال ۱۹۴۳ در جبهه شرقی شکست خورد و تا اواخر سال ۱۹۴۴ به مرزهای پیش از سال ۱۹۳۹ آلمان عقب رانده شد. در این زمان آلمان هدف بمب‌باران شدید متفقین قرار داشت و نیروهای محور از مواضعشان در جنوب و شرق اروپا عقب نشستند. پس از پیاده‌شدن متفقین در نرماندی، نیروهای شوروی از شرق و سایر متفقین از غرب به آلمان وارد شدند و این کشور را به اشغال خود درآوردند تا آلمان در ماه مه سال ۱۹۴۵ تسلیم شود. متفقین فاتح سیاست نازی‌زدایی را در آلمان پیش گرفتند و بسیاری از بازماندگان حزب نازی را در دادگاه نورنبرگ محاکمه کردند.

## ریشه نام
مفهوم رایش(Reich) با مفهوم امپراتوری(Kaiserreich) تفاوت دارد. از نظر تاریخی، فقط به آلمان از سال ۱۸۷۱ تا سال ۱۹۱۸ میلادی که آلمان تحت قوانین فرمانروایی بود «امپراتوری آلمان» یا «Deutsches Kaiserreich» گفته می‌شد. در صورتی که عبارت «رایش» نوع حکومت آلمان از ۱۸۷۱ تا ۱۹۴۵ میلادی را بیان می‌کند. واژهٔ «رایش» در زبان آلمانی برخلاف واژه «امپراتوری» بیانگر یک حکومت سلطنتی نیست و بیشتر به معنای یک اتحادیه یا مجموعه‌ای از چند سرزمین متحد یا قلمرو است.
در تاریخ آلمان بین سال‌های ۱۸۷۱ تا ۱۹۴۵ سه رایش تشکیل شده است که عبارت‌اند از:
- ۱۸۷۱ تا ۱۹۱۸: قیصرنشین آلمان به معنای امپراتوری آلمان (به آلمانی: Deutsches KaiserReich) با سلطنت مطلقه تحت قوانین هوهنتسولرن (به آلمانی: Hehenzollern) که این دوران تا پایان جنگ جهانی اول ادامه داشت.
- ۱۹۱۹ تا ۱۹۳۳: پس از استعفای قیصر ویلهلم دوم در سال ۱۹۱۸ و به دنبال پذیرش معاهده ورسای در سال ۱۹۱۹، جمهوری دموکراتیک آلمان با نام جمهوری وایمار برسر کار آمد.
- ۱۹۳۳ تا ۱۹۴۵: در ۱۹۳۳ پس از مرگ ژنرال پاول فن هیندنبورگ رئیس‌جمهور وقت آلمان آدولف هیتلر صدراعظم آلمان این دو مقام را باهم یکی کرد و به پیشوای آلمان بدل شد، سپس وی این کشور را به یک نظام تک حزبی همراه با پارلمان به ریاست حزب ملی کارگران سوسیالیست آلمان معروف به رایش سوم یا همان آلمان نازی تبدیل کرد.

در سال ۱۹۳۸، با الحاق کشور اتریش، آلمان نازی برای اوّلین بار پس از امپراتوری روم غربی، به‌صورت ایالت‌های متّحده درآمد و اتریش در درون مرزهای آلمان محسوب می‌شد. در اوایل دهه ۱۹۴۰، رژیم نازی از دیدگاه نظامی و ارضی، به صورت حاکم ملل اروپا درآمد. در سال ۱۹۴۳، دولت نازی، نام آلمان را به‌طور رسمی به «رایش آلمان بزرگ» تغییر داد و تا شکست آلمان نازی در ماه مه سال ۱۹۴۵ به همین نام باقی ماند.

## تاریخ

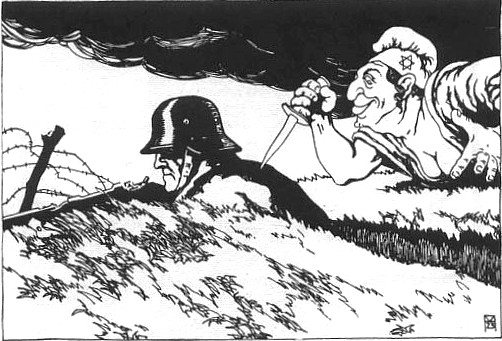
ادعای خیانت یهودیان شهروند آلمان به این کشور، موجب کینهٔ اتحاد سه‌گانه به‌ویژه آلمان نسبت به آن‌ها و آغاز موجی از یهودستیزی در خلال جنگ جهانی دوم شد.

### پیش‌زمینه
آلمان پس از جنگ جهانی اول به وسیله معاهده ورسای تحقیر شد و به موجب این قرارداد آلمان نه تنها مقصر آغاز جنگ جهانی اول شناخته شد بلکه مجبور شد بخشی از خاک خود را برای همیشه از دست بدهد و غرامت بسیار سنگینی نیز پرداخت کند. همچنین خلع سلاح بسیار شدیدی بر ضد این کشور اعمال شد. این سلسله تحقیرها که به‌طور حتم مسبب اصلی آن متفقین بودند به همراه برخی شرایط دیگر از جمله ناآرامی‌های مدنی نسبت به گروه‌های مارکسیستی، رکورد بزرگ اقتصادی و تورم شدید، واکنش در برابر لیبرالیسم به دلیل سیاست‌های نادرست جمهوری وایمار و بدبین کردن مردم از نظام پارلمانی شرایط را برای رشد و قدرت‌گیری حزب ملی سوسیالیست کارگران آلمان فراهم کرد.
نازی‌ها توانستند با استفاده از تبلیغات و وعده امنیت اجتماعی، اشتغال کامل، قدرت‌گیری مجدد آلمان در صحنه بین‌المللی و برگرداندن سرزمین‌های جدا شده از آلمان در معاهده ورسای مردم را به ایجاد دولت تک حزبی متقاعد کنند. نازی‌ها معتقد بودند نظام جمهوری و پارلمانی نمی‌توانست قدرت تصمیم‌گیری برای اجرای برنامه‌های آن‌ها را داشته باشد بنابراین با وعده لغو معاهده ورسای توانستند تعداد بسیاری از مردم را با خود هم سو کنند.

### قدرت‌گیری حزب نازی

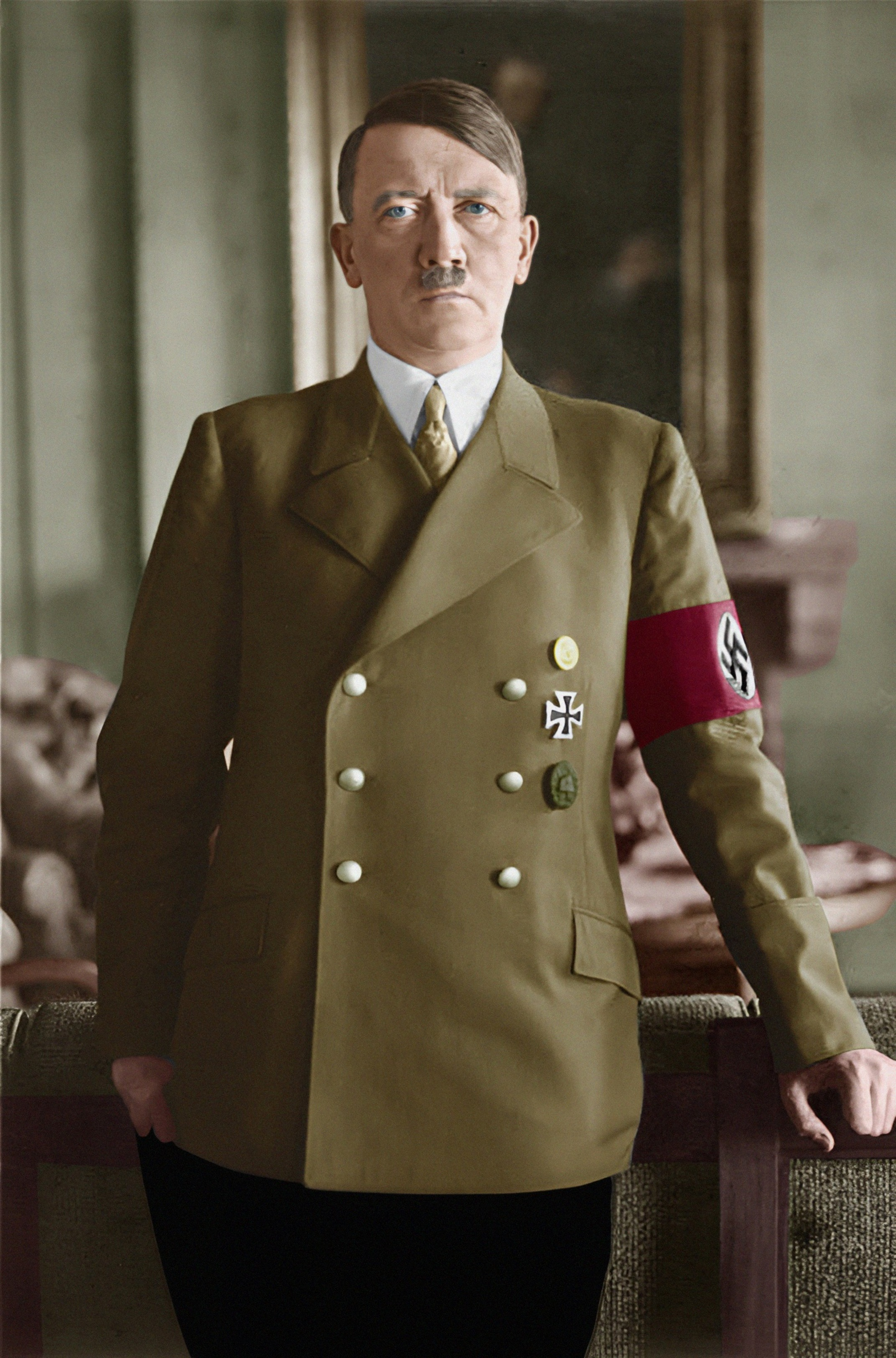
نگاره‌ای رنگی از آدولف هیتلر پیشوای آلمان در سال ۱۹۳۸

سال ۱۹۲۸ حزب نازی تنها ۱۲ کرسی در مجلس ملی آلمان داشت که با عمیق شدن بحران‌های اقتصادی و سیاسی (رکود بزرگ) توانست تا سال ۱۹۳۲ بیش از ۲۳۰ کرسی در مجلس ملی آلمان(رایشستاگ) به دست آورد و این تعداد کرسی حزب نازی را به بزرگ‌ترین حزب مجلس ملی تبدیل کرد. رئیس‌جمهور هیندنبورگ در تاریخ ۳۰ ژانویه ۱۹۳۰ آدولف هیتلر را به عنوان صدراعظم و مسئول تشکیل کابینه معرفی کرد. هیتلر توانست با همراه کردن برخی احزاب کابینه ائتلافی خود را تشکیل دهد. در جریان آتش گرفتن رایشستاگ (مجلس ملی) هیتلر توانست بزرگ‌ترین رقیب خود حزب کمونیست آلمان را از صحنه خارج کند و این اولین قدم برای تک حزبی کردن آلمان بود. در ماه مارس ۱۹۳۳ حزب نازی توانست قانونی را در مجلس تصویب کند که به موجب آن اختیارات بالایی به صدراعظم داده می‌شد تا در طول ۴ سال قانون اساسی آلمان اصلاح شود، این فرصت چهار ساله اجازه می‌داد برنامه‌های حزب نازی به خوبی و به صورت کامل اجرا شود احزاب دیگر در مجلس ملی آلمان مخالف این قانون بودند و پس از مخالفت یک به یک از صحنه سیاسی آلمان حذف می‌شدند تا اینکه در ۱۴ ژوئیه ۱۹۳۳ آلمان رسماً یک کشور تک حزبی اعلام شد.
پس از آن گام‌های بعدی در تشکیل رایش برداشته شد و در قدم بعدی پرچم با نشان صلیب شکسته در کنار پرچم جمهوری وایمار برافراشته شد و در ۳۰ ژانویه ۱۹۳۴ به دستور رئیس‌جمهور پل فون هیندنبورگ، صدراعظم هیتلر موظف شد اختیارات ایالت‌های آلمان را تا حد ممکن کم و اختیارات برخی از ایالات‌ها نیز به‌طور کامل زیر نظر برلین قرار دهد، این کار مغایر سیستم فدرالی در آلمان بود و آن را یه یک کشورمرکزی(مرکزگرا) دگرگون می‌کرد. هنگامی که در ژوئن ۱۹۳۴ خبرنگار انگلیسی در برلین از آدولف هیتلر در خصوص تغییرات بسیار در آلمان سؤال کرد وی این‌گونه پاسخ داد:
در ابتدا این حرف من را به تمسخر گرفتند وقتی گفتم جنبش نازی‌ها هزار سال ادامه خواهد یافت، فراموش نکنید مردم چگونه به من می‌خندیدند هنگامی که ۱۵ سال پیش گفتم من روزی در آلمان حکومت می‌کنم. خنده آن‌ها به همان مقدار ابلهانه است وقتی من می‌گویم در قدرت باقی خواهم ماند

### تشکیل رایش سوم

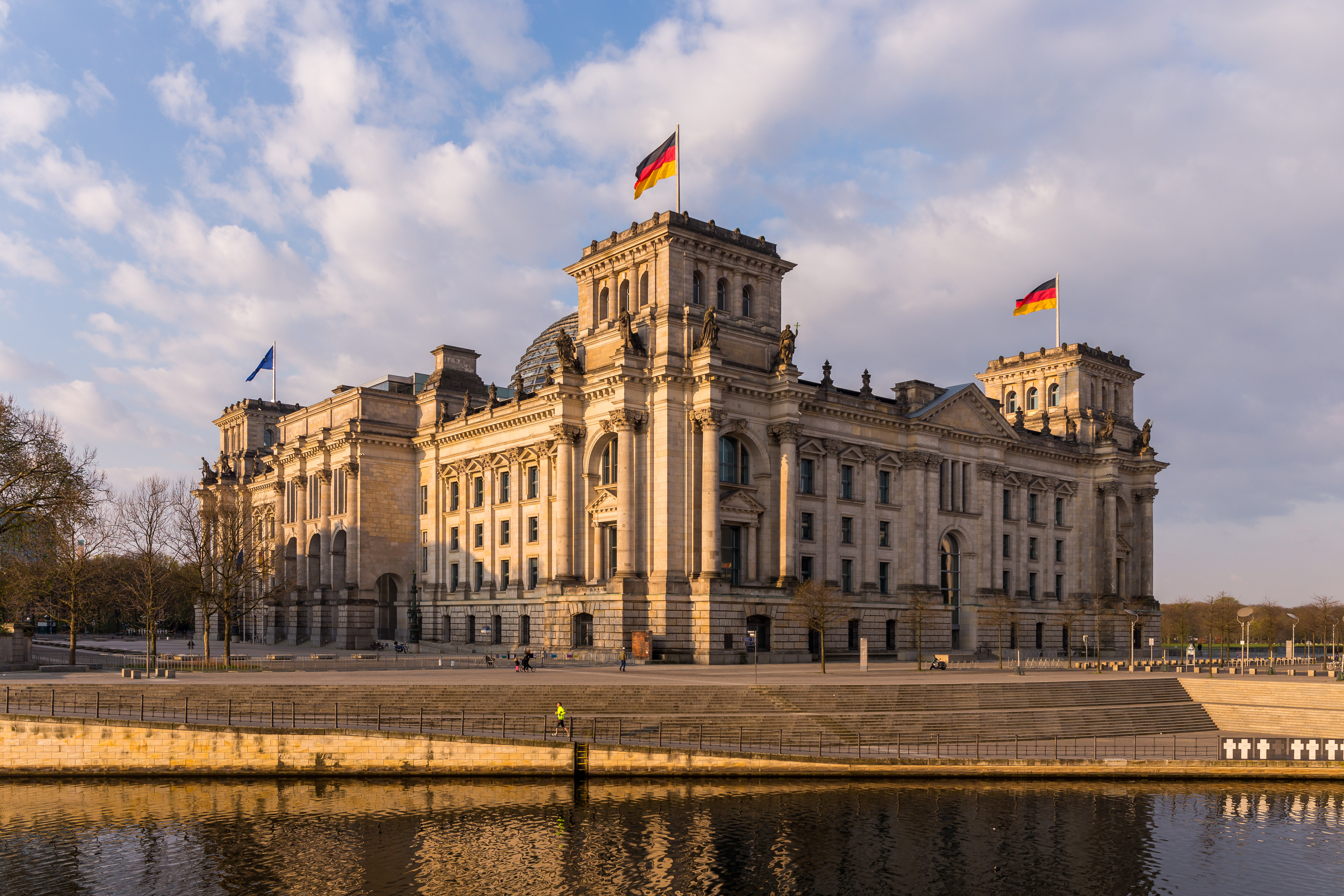
نگاره‌ای از ساختمان رایشس‌تاگ محل برگزاری نمایشگاه‌های سیاسی و نمادی از آلمان در دورهٔ رایش سوم

پس از مرگ هیندنبورگ در ۲ اوت ۱۹۳۴ به صورت قانونی اختیارات کنترل کشور تا انتخابات به صدراعظم آدولف هیتلر رسید. هیتلر مدتی قبل در جریان بیماری رئیس‌جمهور قرار گرفته بود و توانسته بود با حذف ارنست روهم که قصد ادغام گروه اس‌آ و ارتش را داشت نظر فرماندهان ارتش آلمان را جلب کند و در نهایت توانست با جلب نظر مجلس ملی سوگند یاد کرده و رسماً رایش سوم را تأسیس و خود را پیشوای رایش سوم اعلام کند. دولت ائتلافی نازی‌ها به یک دولت تک حزبی تبدیل شد و رسماً نمادها و پرچم صلیب شکسته ترویج داده شد و کتاب‌های درسی در تمام سطوح آموزشی بازنویسی شدند. دولت نازی با تأسیس گشتاپو و استخدام بیش از ۱۰۰٬۰۰۰ نفر در این سازمان فعالیت‌های جامعه را زیر نظر گرفت.

### جنگ جهانی دوم

گاهشمار زمانی جبهه اروپایی جنگ جهانی دوم همراه با نمایش نقشه اروپا

شهر آزاد دانتزیگ قبل از جنگ جهانی اول شهری در ایالت پروس غربی و متعلق به کشور آلمان بود. پس از جنگ جهانی اول و تشکیل کشور لهستان این شهر بندری به عنوان شهر آزاد اعلام شده و مالکیت اداره آن توسط متفقین به لهستان واگذار شد. پس از این تحولات ایالت پروس شرقی از آلمان جدا شد و تنها راه ارتباطی با آن ایالت از طریق هوایی یا دریایی امکان داشت. از طرف دیگر انگلستان تضمین‌کننده امنیت لهستان بود. دولت هیتلر لغو پیمان ورسای و برگرداندن سرزمین‌های جدا شده از آلمان را به عنوان بزرگ‌ترین هدف خود به مردم اعلام کرده بود. در گام نخست دولت هیتلر تصمیم به باز پس‌گیری مناطق جدا شده به خصوص شهر و منطقه دانتسیش و مِمِل‌لَند گرفت، که با مخالفت شدید لهستان مواجه شد و این تنش سیاسی باعث افزایش سردی روابط دو کشور و تصمیم هیتلر برای لغو معاهده شد. پس از آنکه آلمان نازی موفق شد پیمان عدم جنگ را با اتحاد جماهیر سوسیالیستی‌شوروی منعقد کند، در تاریخ ۱ سپتامبر ۱۹۳۹ و پس از چند ماه تنش سیاسی به لهستان حمله کرد و شوروی نیز پس از آلمان در ۱۷ سپتامبر از شرق (سرزمین کْرِسی) به لهستان حمله کرد و این آغاز جنگ در اروپا بود.
تا ماه‌های نخست سال ۱۹۴۱، بیشتر اروپا تحت حاکمیت آلمان درآمد و این مناطق توسط حکومت‌هایی تحت عنوان رایش‌کومیستاریات قرار گرفتند. با وجود موفقیت گسترده اولیه عملیات بارباروسا در تهاجم آلمان به شوروی در ماه ژوئن سال ۱۹۴۱، با گرفتاری در مشکلات تدارکاتی و تاکتیکی و ضدحمله شوروی، ورماخت عملاً در سال ۱۹۴۳ در جبهه شرقی شکست خورد و تا اواخر سال ۱۹۴۴ به مرزهای پیش از سال ۱۹۳۹ آلمان عقب رانده شد. در این زمان آلمان هدف بمب‌باران شدید متفقین قرار داشت و نیروهای محور از مواضعشان در جنوب و شرق اروپا عقب نشستند. پس از پیاده‌شدن متفقین در نرماندی، نیروهای شوروی از شرق و سایر متفقین از غرب به آلمان وارد شدند و این کشور را به اشغال خود درآوردند تا آلمان در ماه مه سال ۱۹۴۵ تسلیم شود. متفقین فاتح سیاست نازی‌زدایی را در آلمان پیش گرفتند و بسیاری از بازماندگان حزب نازی را در دادگاه نورنبرگ محاکمه کردند.

### فروپاشی رایش سوم

تقسیم آلمان اشغالی میان متفقین فاتح جنگ جهانی، برلین با اینکه در بخش شوروی بود اما میان همه متفقین تقسیم شد.

پس از شکست آلمان در جریان جنگ جهانی دوم و خودکشی آدولف هیتلر و همچنین اشغال این کشور توسط متفقین مناطق پروس شرقی و بخش‌هایی از براندنبورگ و مناطقی از غرب آلمان از این کشور جدا شده و به همسایگان داده شد. مناطق غربی اشغال شده آلمان توسط آمریکا، انگلستان و فرانسه بعدها به جمهوری فدرال آلمان و بخش شرقی اشغال شده توسط شوروی بعدها به جمهوری دموکراتیک آلمان (به جزء بخش غربی برلین) تبدیل شد. خاک آلمان پس از جنگ جهانی دوم به صحنه جنگ سرد و مقابله دو قدرت شرق و غرب تبدیل شد. واحد پول آلمان از رایش مارک به مارک آلمان تغییر کرد. تا سال ۱۹۵۱ آلمان غربی توانست وضعیت خود را عادی کند اما فعالیت آلمان شرقی تحت حکومت دولت کمونیستی کند پیش می‌رفت، آلمان سرانجام توانست در سال ۱۹۹۱ مجدداً یکپارچه و متحد شود.

## نظام اداری رایش آلمان بزرگ

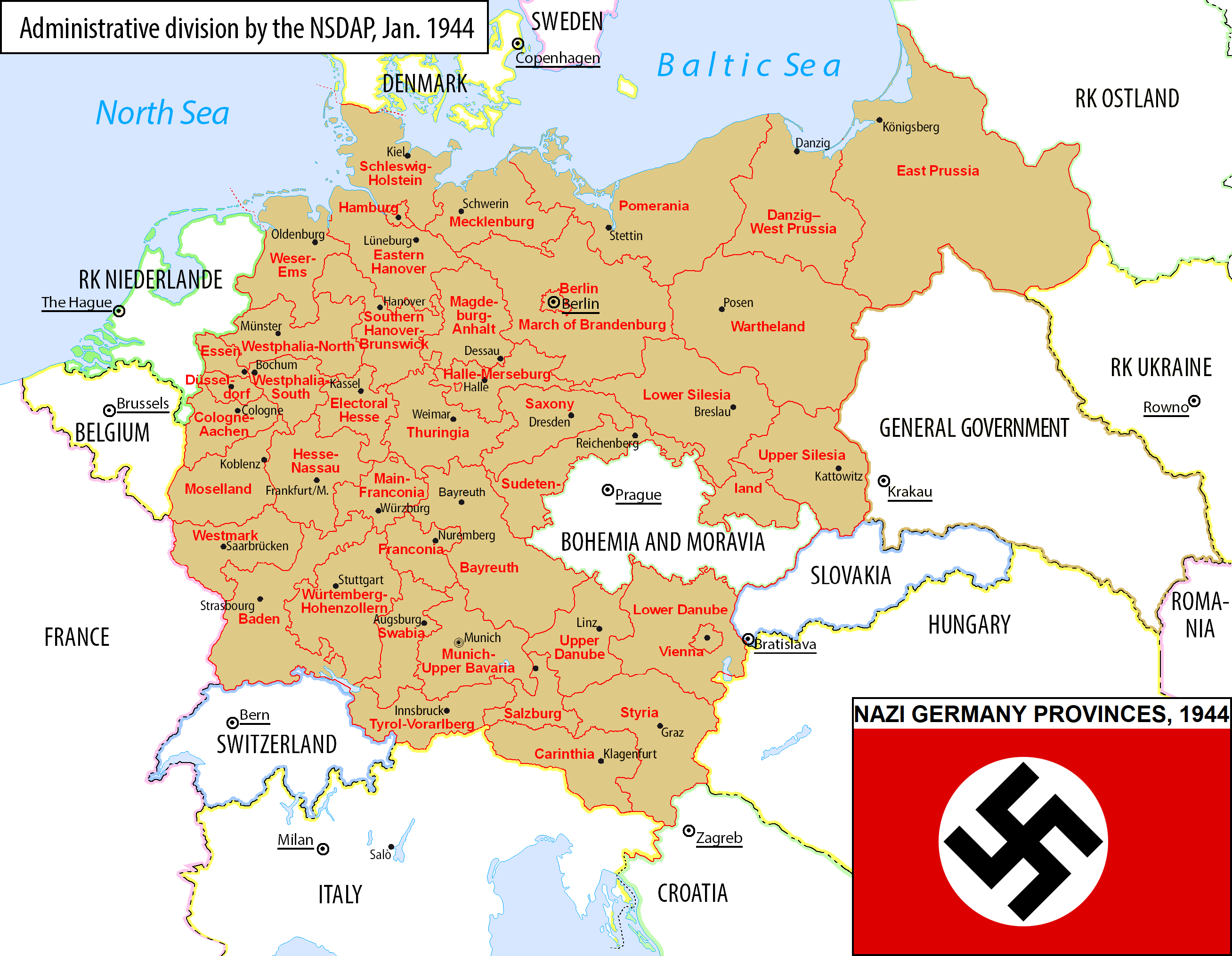
استان‌های آلمان نازی در سال ۱۹۴۴

برای تحکیم حکومت و همچنین کنترل بهتر سرزمین آلمان که کشوری پهناور در مرکز اروپا به‌شمار می‌رفت آدولف هیتلر از سال ۱۹۳۵ طرح خود را برای تمرکز قدرت در برلین اجرا کرد و ایالت‌های مختلف آلمان را مجبور ساخت تا به صورت کامل تحت فرمان دولت مرکزی باشند. پس از الحاق اتریش به آلمان و اضافه نمودن بخش‌هایی از لهستان و لیتوانی این سیاست آلمان نازی تغییر نکرد و دولت سایر مناطق رایش را تحت تسلط کامل از برلین قرار داد که البته این کار خلاف قوانین فدرالی در جمهوری وایمار بود و قبل از حکومت رایش سوم ایالت‌های آلمان تا حدودی آزادی عمل داشتند. بین سال‌های ۱۹۳۹ تا ۱۹۴۵ تغییرات بسیاری در مرزهای رایش سوم ایجاد شد به نحوی که در اوایل تشکیل رایش سوم حکومت تحت‌الحمایه بوهمیا و موراویا که مورد اختلاف با چک اسلواکی بود به رایش اضافه شد همچنین پس از اشغال لهستان حدود ۵٬۰۰۰٬۰۰۰ آلمانی در مناطق جدا شده بر طبق پیمان ورسای در غرب لهستان ساکن شدند و این مناطق نیز به رایش سوم اضافه شد.
به غیر از مناطقی که دولت نازی آن را جزء خاک آلمان می‌دانست و اکثراً بر طبق پیمان ورسای از این کشور جدا شده بود سایر مناطق اشغال شده نیز توسط دولت آلمان و با مرکزیت برلین اداره می‌شد که تمام فرمانداران این مناطق از طرف حکومت مرکزی رایش سوم انتخاب می‌شدند که کشورهایی مانند نروژ، دانمارک، کشورهای بالتیک، هلند، بلژیک، بلاروس، اوکراین، دولت عمومی و شمال فرانسه از جمله این مناطق بودند.

## اقتصاد
اقتصاد آلمان نازی را نه می‌توان مانند شوروی یک اقتصاد کاملاً سوسیالیستی دانست و نه می‌توان آن را مانند آمریکا یک اقتصاد سرمایه‌داری دانست. اقتصاد آلمان در تئوری به دنبال یک سیستم سوسیالیستی بود، امّا از سرمایه‌گذاری خصوصی در چهارچوب خواسته‌های دولت نیز پشتیبانی می‌کرد. زمانی که نازی‌ها به قدرت رسیدند، نرخ بیکاری حدود ۳۰٪ بود که از همان ابتدای تشکیل کابینه توسط هیتلر وی هیالمار شاخت را ابتدا به عنوان رئیس رایش بانک و سپس به عنوان وزیر اقتصاد انتخاب کرد. سیاست‌های اقتصادی هیالمار شاخت و برنامه‌های دقیق دولت هیتلر کمک بسیاری در مهار و کاهش نرخ بیکاری و تورم داشت. یکی از برنامه‌های اقتصادی در دوران رایش سوم پایین آوردن نرخ بهره بود که موجب گردش مالی بهتر و در نتیجه مهار رکود بزرگ اقتصادی در آلمان شد. از سیاست‌های دیگر دولت در کاهش بیکاری می‌توان به از سرگیری ساخت و تولید در صنایع نظامی اشاره کرد که نقش بسیار زیادی در مهار و کاهش نرخ بیکاری داشت ولی با وجود کاهش نرخ بیکاری و تورم، نرخ دستمزدها نیز در این مدت ۲۵٪ کاهش پیدا کرد، اتحادیه‌های کارگری و تجاری منحل شد و تجمع و اعتصاب نیز غیرقانونی و جرم محسوب می‌شد. دولت نازی بر روی سرمایه‌گذاری توجه ویژه‌ای داشت، به این صورت که سرمایه‌گذاری‌ها در بخش‌های گوناگون باید تنها با اجازهٔ دولت و بر طبق خواسته‌های دولت انجام می‌گرفت.
در سال ۱۹۳۷ هرمان گورینگ به جای هیالمار شاخت به عنوان وزیر اقتصاد معرفی شد. برنامه هرمان گورینگ که یک برنامه چهار ساله بود، بر خودکفایی ملّی تأکید می‌کرد که در طول ایجاد این برنامه باید واردات به حداقل می‌رسید و دستمزدها و قیمت‌ها تثبیت می‌شد، سود سهام به ۶٪ محدود شد و دولت تمرکز خود را بر روی ساخت کارخانهٔ تایرسازی، کارخانهٔ ساخت فولاد و کارخانهٔ ساخت پارچه متمرکز کرد. پس از آغاز جنگ هنوز یک سال تا پایان دوره چهار ساله نخست (۱۹۴۰) باقی‌مانده بود، امّا سیاست‌های اقتصادی آلمان به سیاست‌های اقتصاد جنگی تغییر پیدا کرد و آلبرت اشپیر جایگزین هرمان گورینگ شد. در این مدّت آلمان به شدت کمبود نیروی کار را احساس می‌کرد و در بسیاری از کارخانه‌ها مجبور شد از اسیران جنگی برای کار اجباری استفاده کند.

### روابط اقتصادی آلمان نازی و شوروی
دو سال پس از به قدرت رسیدن نازیها در آلمان آدولف هیتلر برنامه نگاه به شرق خود را آغاز ساخت. وی در مهم‌ترین گام چند سال بعد قراردادی با اتحاد جماهیر شوروی منعقد کرد که به موجب آن توافق تجاری، شوروی مواد خام مورد نیاز آلمان را در ازای فناوری، ماشین آلات صنعتی و تسلیحات جنگی تأمین می‌کرد. پس از این قراردادهای تجاری توافق‌نامه‌ای به نام پیمان مولوتوف–ریبنتروپ (به نام وزیران خارجه آلمان نازی و شوروی) بین دو کشور منعقد شد که به موجب آن دو کشور مناطق تحت نفوذ خود را در شرق اروپا به رسمیت می‌شناختند.
در تاریخ ۱۹ اوت ۱۹۳۹ توافقنامه‌ای بین شوروی و آلمان نازی منعقد شده که به وسیله آن آلمان در ازای مواد خام تجهزات و تکنولوژی‌های نظامی در اختیار شوروی قرار می‌داد. ارزش این قرارداد تقریباً ۲۰۰ میلیون دلار ارزیابی شد. شوروی متعهد شد تا ۱۸۰ میلیون مارک مواد خام به آلمان تحویل دهد و آلمان نیز تعهد داد تا به ارزش ۱۲۰ میلیون مارک به شوروی تجهیزات و کارخانه ارسال کند. مقامات وزارت امور خارجه آلمان پیش‌بینی می‌کردند این قرارداد تا سقف ۱ میلیارد مارک نیز رشد کند. این قراردادها گام‌های بسیار مؤثری در شکل‌دهی مجدد روابط سیاسی دو کشور نیز به‌شمار می‌رفت. وزیر امور خارجه شوروی ویاچسلاو مولوتف در ابراز نظری در خصوص این قرار داد این چنین گفت:
این یکی از بهترین پیمان‌نامه‌های ما [شوروی] در چند سال گذشته است، حتی بسیار بهتر از پیمان‌نامه‌های قبلی، ما هرگز موفق به رسیدن به چنین توافقنامه مطلوبی با انگلستان، فرانسه یا هیچ کشور دیگری نشده بودیم.

## ایدئولوژی

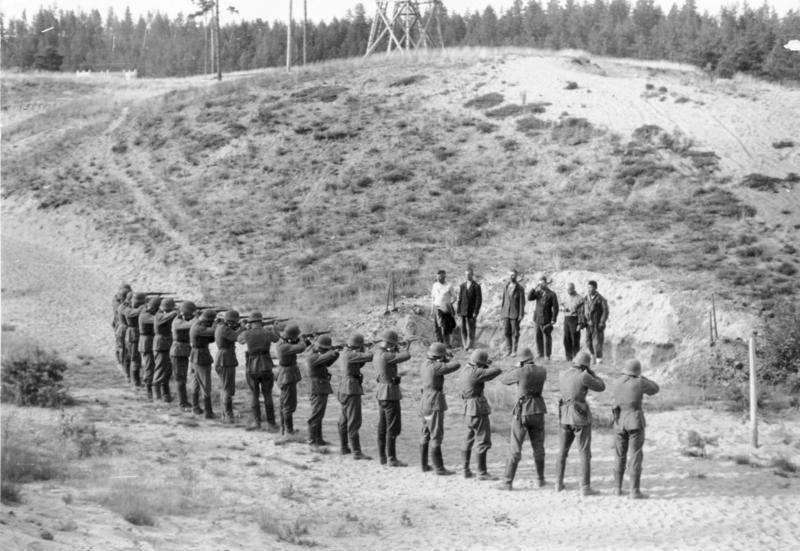
تیرباران پارتیزان‌های روسی توسط رزمندگان آلمان نازی در جنگ جهانی دوم (سپتامبر ۱۹۴۱) این عکس در آرشیو فدرال آلمان نگهداری می‌شود.

ناسیونال سوسیالیسم به هر حال شباهت‌هایی با فاشیسم دارد اما نازی‌ها هیچ‌گاه خود را جزئی از فاشیسم نمی‌دانستند. البته نازیسم و نازی‌ها اختلاف‌هایی نسبت به فاشیست‌ها در ایتالیا، اسپانیا و پرتغال داشتند که یکی از مشخص‌ترین تفاوت‌های آن‌ها توجه به نژاد و نژاد گرایی بود به‌طور مثال موسولینی (رهبر فاشیست ایتالیا) هیچ‌گاه با نازی‌ها در رابطه با هولوکاست و کشتار یهودیان همکاری نکرد، به‌طوری که در زمان اشغال یونان به دست آلمان و ایتالیا در جنگ جهانی دوم، یهودیان از مناطق تحت سلطه آلمان‌ها به مناطق تحت سلطه ایتالیایی‌ها فرار می‌کردند. البته نازی‌ها برخی از نمادهای خود را نیز از فاشیست‌ها در ایتالیا و به‌طور خاص از امپراتوری روم گرفته بودند برای مثال سلام نازی‌ها که به سبک سلام روم باستان بود که آنها این سلام را درود رومی و میراث نخستین رایش آلمان یا همان امپراتوری مقدس روم می‌دانستند که دارای هژمونی آلمانی بود.
حزب برای اجرای برنامه‌ها و سرکوب مخالفان خود از طریق نظامی گری اس‌اس را تأسیس کرد و از طریق اعمال فشار اجازه فعالیت به مخالفان خود، شامل گروه‌های چپ، کمونیستها و دموکرات‌ها نمی‌داد.

## روابط خارجی

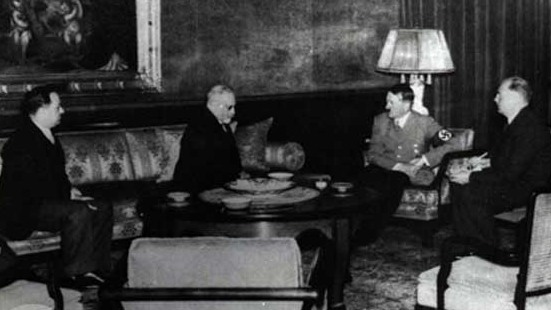
دیدار آدولف هیتلر با حسن اسفندیاری رئیس مجلس شورای ملی ایران و موسی نوری اسفندیاری سفیر ایران در آلمان، برلین ۱۹۳۶

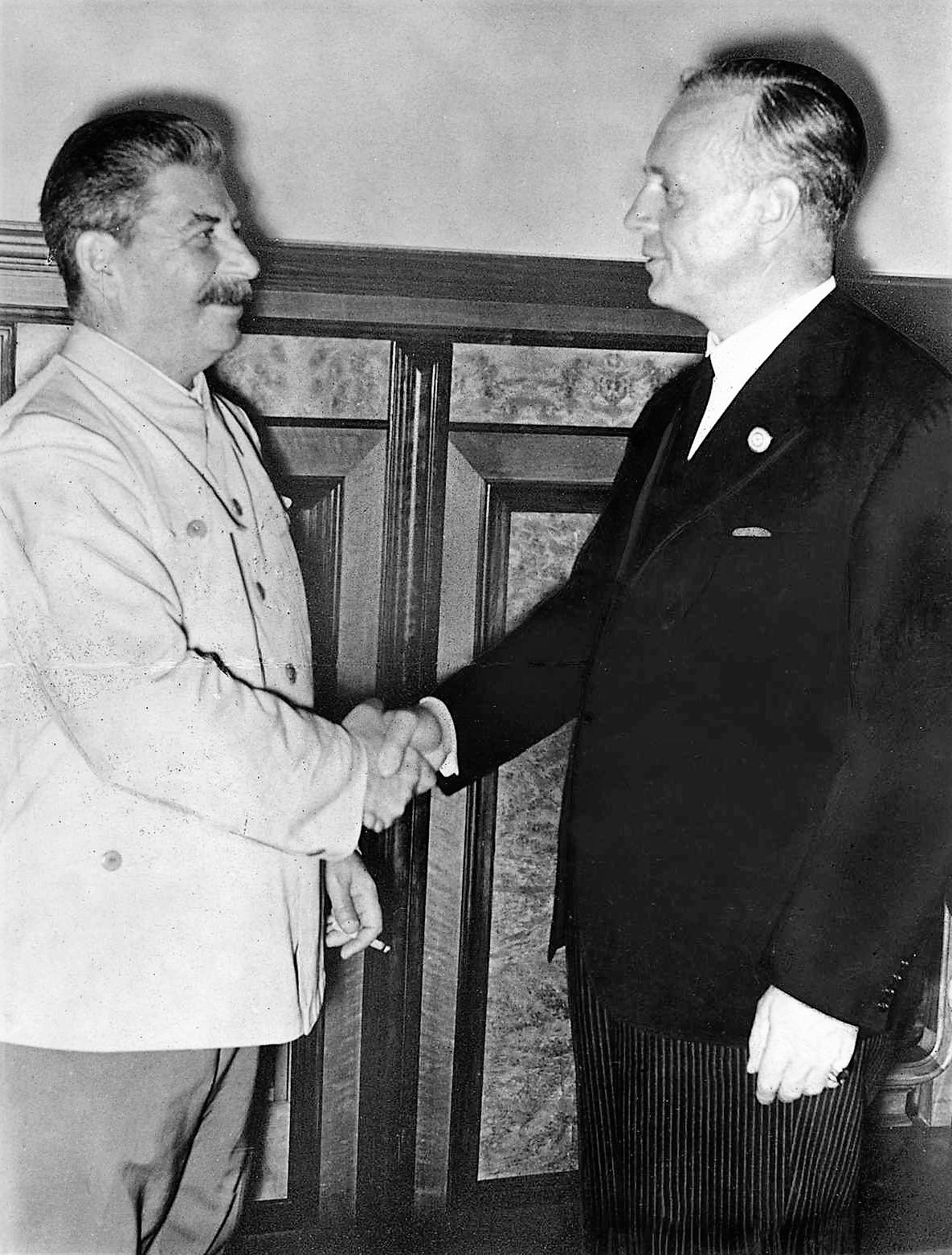
دست دادن یواخیم فُن ریبْبٍنْتروپ وزیر امورخارجه آلمان به عنوان نماینده آدولف هیتلر با ژوزف استالین رهبر اتحاد جماهیر شوروی، در کاخ بزرگ کرملین در شهر مسکو پایتخت روسیه، روز انعقاد پیمان مولوتف-ریبنتروپ.

ترس از ایجاد جنگی نوین در اروپا در روابط بین کشورها اثر کرده بود، پس از الحاق اتریش و قدرت‌گیری مجدد آلمان تحت حکومت آدولف هیتلر، ایتالیا به رهبری بنیتو موسولینی از هم‌پیمان قدیمی خود انگلستان جدا شده و به آلمان متمایل شد. آلمان نیز متقابلاً از سیاست‌های توسعه طلبانه ایتالیا به خصوص در روابط آن کشور با چک پشتیبانی کرد. از طرف دیگر، روابط آلمان نازی و لهستان یک رابطه سرد و متشنج بود. نازی‌ها ابتدا سعی کردند در چهارچوب مذاکرات بسیاری ایالت دانتسیگ را به خاک آلمان ضمیمه کنند که با مخالفت شدید لهستان مواجه شدند. پس از آن آلمانی‌ها به مذاکره با شوروی پرداختند و موفق شدند پیمان مولوتوف–ریبنتروپ را به امضا برسانند و با شوروی بر روی تقسیم لهستان به توافق برسند. پس از آنکه آلمان و لهستان در مذاکرات دوجانبه شکست خوردند، آلمان در تاریخ ۱ سپتامبر ۱۹۳۹ به لهستان حمله کرد و شوروی نیز در ۱۷ سپتامبر حمله خود را از شرق به لهستان آغاز کرد.

## سیاست اجتماعی

### بهداشت
جنبش ضد تنباکو در آلمان نازی یکی از فعالیت‌های مهم اجتماعی در دوران حکومت نازی‌ها بود. عمده‌ترین کار این جنبش فعالیت بر ضد استعمال تنباکو و مصرف مشروبات الکلی بود. دولت ناسیونال سوسیالیستی کوشش بسیار زیادی انجام داد تا بتواند به شیوه‌های فرهنگی و تبلیغاتی مردم را به ترک مشروبات الکلی و سیگار ترغیب کند.
دولت آلمان نازی کوشش کرد از طریق قانونی تا حد قابل توجهی با مصرف مشروبات الکلی برخورد کند. برای مثال رانندگانی که تحت تأثیر مشروبات الکلی قرار می‌گرفتند به سختی مجازات می‌شدند. دولت می‌کوشید جوانان را به خوردن نوشیدنی‌های سالم به جای مشروبات الکلی تشویق کند و این مسئله تا حد زیادی به ویژه در میان افراد سازمان جوانان هیتلری به انجام رسید. قانونی در سال ۱۹۳۷ در آلمان تصویب شد که فروش مشروبات الکلی را به افراد کم سن و سال ممنوع کرد.

### محیط زیست گرایی
در ۱۹۳۵ مجلس قانون‌گذاری رایش سوم «قانون حفاظت از طبیعت رایش» را تصویب کرد.

### قانون حفاظت از حیوانات
نازی‌ها اصولی داشتند که حامی حقوق حیوانات، باغ‌های وحش و حیات وحش بود و اقدامات متعددی انجام می‌دادند تا حفاظت از آن‌ها را تضمین کنند. در ۱۹۳۳ این حکومت یک قانون سختگیرانه حفاظت از حیوانات تصویب کرد. بسیاری از رهبران حزب نازی شامل آدولف هیتلر و هرمان گورینگ هوادارن حفاظت از حیوانات بودند. نازی‌های بسیاری طرفدار محیط زیست (به‌طور قابل ملاحظه رودلف هس) بودند و حفاظت از گونه‌ها و آسایش حیوانات موضوعات مهمی در این حکومت بود. هاینریش هیملر تلاش‌هایی را برای ممنوعیت شکار حیوانات انجام داد. گورینگ یک عاشق حیوانات و یک طرفدار حفظ منابع طبیعی بود. قوانین آسایش حیوانات کنونی در آلمان کم و بیش اصلاحاتی از قوانین مرسوم شده توسط حکومت ناسیونال سوسیالیست هستند.

## سیاست‌های نژادی

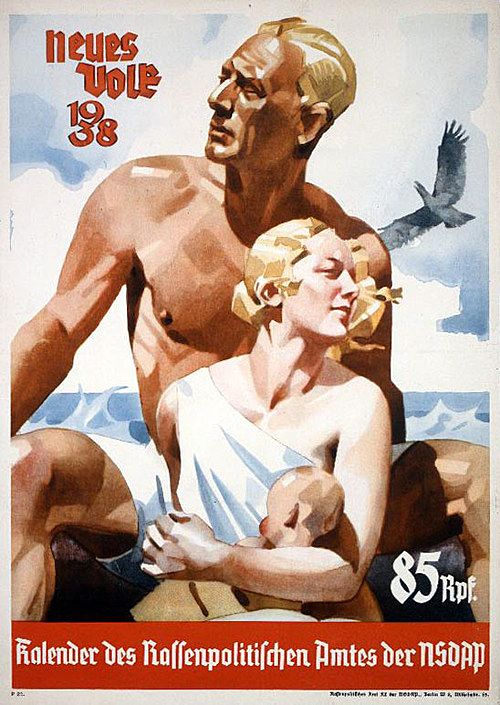
پوستر پروپاگاندا که نمونه‌ای از «آریایی‌های خالص» را به تصویر می‌کشد در گاهشمار خبرگزاری نژادی «مردم نو» (neues Volk) که توسط پزشک و سیاسمتدار آلمانی والتر گروس اداره می‌شد.

شکسته شدن شیشه مغازه یهودیان

بر طبق قوانین نورنبرگ، یعنی مطابق قانون «حفاظت از نژاد و افتخار آلمانی» ازدواج میان آلمانی‌ها و افرادی که شهروند آلمان نبودند، ممنوع شد. در جریان جنگ جهانی دوم و پس از آن بهره‌برداری‌های وسیعی در خصوص این قانون شد و به استناد آن نازی‌ها به عنوان افرادی نژادپرست معرفی شدند. در آلمان نازی افراد به دو گروه تقسیم می‌شدند افراد آریایی و افراد نا آریایی که در اقلیت بودند. حزب نازی سیاست‌های خود را در خصوص نا آریایی‌ها در آلمان به خصوص یهودیان این‌گونه بیان می‌نمود که آن‌ها دشمنان آلمان و آریاییها هستند و از این روش به این گروه‌ها فشار وارد می‌کرد. سال ۱۹۳۳ و با ساخت اردوگاه کار اجباری داخائو و تبدیل آن به زندان شماره یک افراد سیاسی برنامه پاکسازی مخالفان سیاسی وارد مرحله ای نو شد.
پس از آن یهودیان از حق شهروندی خود محروم شدند و به آن‌ها پیشنهاد داده شد هرچه زودتر خاک آلمان را ترک کنند، یهودیان شاغل شغل خود را در آلمان از دست دادند و ۱۷٬۰۰۰ یهودی لهستانی تبار به این کشور برگردانده شدند. در نوامبر ۱۹۳۸ و در پی ترور کاردار سفارت آلمان در فرانسه توسط یک تروریست یهودی، به مغازه‌های یهودیان و منازل آن‌ها حمله شد و اموال بیش از ۲۰۰٬۰۰۰ از یهودیان آلمان توسط دولت تصرف شد و تعدادی از یهودیان نیز در جریان این درگیری‌ها کشته شدند که به شب کریستالی مشهور شد. ناسیونال سوسیالیست‌ها، همچنین تعداد ۴۰۰٬۰۰۰ نفر از مردم آلمان را به دلیل معلول بودن، همیشه مست بودن، همنجس گرایی و نقص ژنتیکی در عملیات تی۴ عقیم کردند. نازی‌ها هدف خود را پاکسازی نژادی اعلام می‌کردند و مدعی بودند بچه‌دار شدن این افراد نه تنها هزینه‌های بسیاری را بر جامعه تحمیل می‌کند، بلکه باعث به وجود آمدن کاستی و پَستی در ژنتیک جامعهٔ آلمان می‌شود.

## سیاست‌های تبلیغاتی و آموزشی
وقتی آدولف هیتلر در سال ۱۹۳۳ قدرت را در آلمان به دست گرفت، نازی‌ها روند «بازسازی ساختاری» جامعهٔ آلمان را در پیش گرفتند. آنان نخست کوشیدند تا کل روند روزمرهٔ زندگی مردم را تحت کنترل کامل خود درآورند. سازمان‌ها بر اساس ارزش‌های ناسیونال-سوسیالیستی، پاکسازی شدند. نازی‌ها با اتکا به «قانون احیای مشاغل دولتی» تنها به آن‌هایی که اعتماد داشتند، حق کار در سمت‌های دولتی دادند. نظام آموزش و پرورش نیز دچار سرنوشت مشابهی شد. بر اساس همین قانون، نازی‌ها آموزگاران یهودی و آنانی را که «از منظر سیاسی غیرقابل اعتماد» می‌دانستند، اخراج کردند. معلّمان موظف شدند که «برتری نژاد آریایی» و مطیع‌سازی یهودیان را به شاگردان خود تدریس کنند. اکثر آن‌ها در نهایت، عضو حزب نازی شدند و شغل خود را حفظ کردند. کودکان آلمانی آموزش دیدند تا به هیتلر وفادار بمانند و متعهد شوند که در آینده، مانند سربازان، به ملّت و پیشوای خود خدمت کنند. دانش‌آموزان را چنان تربیت می‌کردند که شیفتهٔ هیتلر شوند؛ پرتره‌های او را بر دیوار مدارس و دانشگاه‌ها نصب می‌کردند و کتاب‌های درسی را به‌طور نظام‌مند حذف، سانسور یا بازنویسی می‌کردند تا تعهد نازی‌ها به هیتلر، اطاعت از حکومت، نظامی‌گری، نژادپرستی و یهودی‌ستیزی، به‌طور گسترده، ترویج و حمایت شود. «جوانان هیتلری» و «اتحادیه دختران آلمانی» به‌منظور تلقین همین عقاید به نوجوانان و جوانان تأسیس شدند. در نهایت، در سال ۱۹۳۶، عضویت در این سازمان‌ها برای دختران و پسران آلمانی بین ۱۰ تا ۱۷ سال اجباری شد.

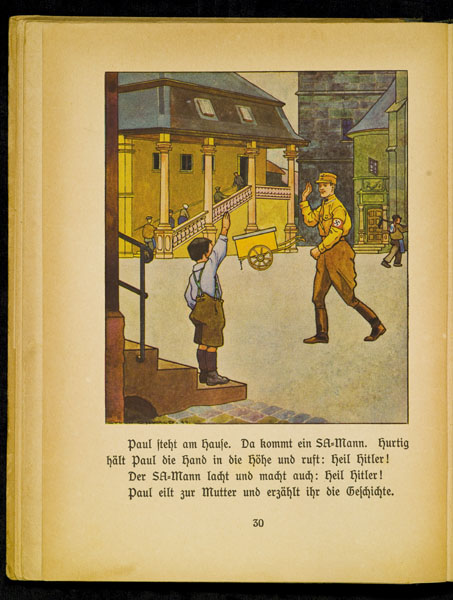
در آلمان نازی، کتاب‌های درسی مدارس با محتوای ایدئولوژیک نازیسم تغییر داده شده بود که به دانش‌آموزان، عشق به پیشوا، اطاعت از قدرت دولتی، نظامی‌گری، نژادپرستی و یهودی‌ستیزی را القا می‌کرد.

آدولف هیتلر خود نیز همیشه بر آموزش‌های ایدئولوژیک نوجوانان و جوانان آلمانی بر مبنای اندیشه‌های نازیسم تأکید داشت و در این رابطه در سخنرانی‌ای در سال ۱۹۳۸ گفت: «این پسران و دختران در ده سالگی وارد سازمان‌های ما می‌شوند و اغلب برای نخستین بار اندکی هوای تازه تنفس می‌کنند. آن‌ها پس از چهار سال حضور در سازمان «نوجوانان هیتلر» به «جوانان هیتلر» می‌پیوندند، یعنی جایی که ما آن‌ها را برای چهار سال دیگر نیز در اختیار داریم و حتی اگر هنوز هم به یک ناسیونال-سوسیالیست کامل تبدیل نشده باشند، به ادارهٔ خدمات کارگری فرستاده می‌شوند و به مدّت شش، هفت ماه دیگر در آنجا صیقل می‌خورند. ورماخت (نیروهای مسلح آلمان) آنجا به حساب هرگونه آگاهی طبقاتی یا موقعیت اجتماعی که ممکن است باقی مانده باشد، خواهد رسید.»
رژیم نازی‌ها، حکومتی مبتنی بر وحشت و استبداد، و ایدئولوژی سیاسی آن بر شبه‌علم، به معنای از بین بردن نژاد و ژن آلوده‌کننده استوار بود. در دستگاه تبلیغاتی آن، جوانان «آریایی» نیروی محرک حزب بودند و نازی‌ها خود را جمعیتی جوان و متکی بر جوانان و شور جوانی معرفی می‌کردند. جوانان آریایی، از سال ۱۹۲۰ به بعد، مخاطب و هدف اصلی تبلیغات نازی‌ها بودند. پیام تبلیغات با محوریت جوانان، آن بود که آلمان نازی، جوان، امیدوار، جامعه‌ای پرتکاپو و روبه‌جلو است. برنامه‌های آموزشی، چه در کلاس‌های مدرسه و چه در کلاس‌های «جوانان هیتلر»، با هدف ساختن آلمانی‌هایی نژادآگاه، مطیع و فداکار تنظیم شده بود؛ پرورش جوانانی که مایل بودند، جان خود را در راه پیشوا و میهن فدا کنند. ارادت به آدولف هیتلر، مؤلفهٔ اصلی برنامه‌های آموزشی در جنبش «جوانان هیتلر» به‌شمار می‌رفت. جوانان آلمانی روز بیستم آوریل را که به مناسبت تولد هیتلر جزء تعطیلات ملّی محسوب می‌شد، روزی فرخنده برای عضویت در این جنبش می‌دانستند. نوجوانان آلمانی هم با هیتلر بیعت کرده و متعهد می‌شدند که به عنوان سربازان آینده، به ملّت و رهبر آن خدمت کنند.

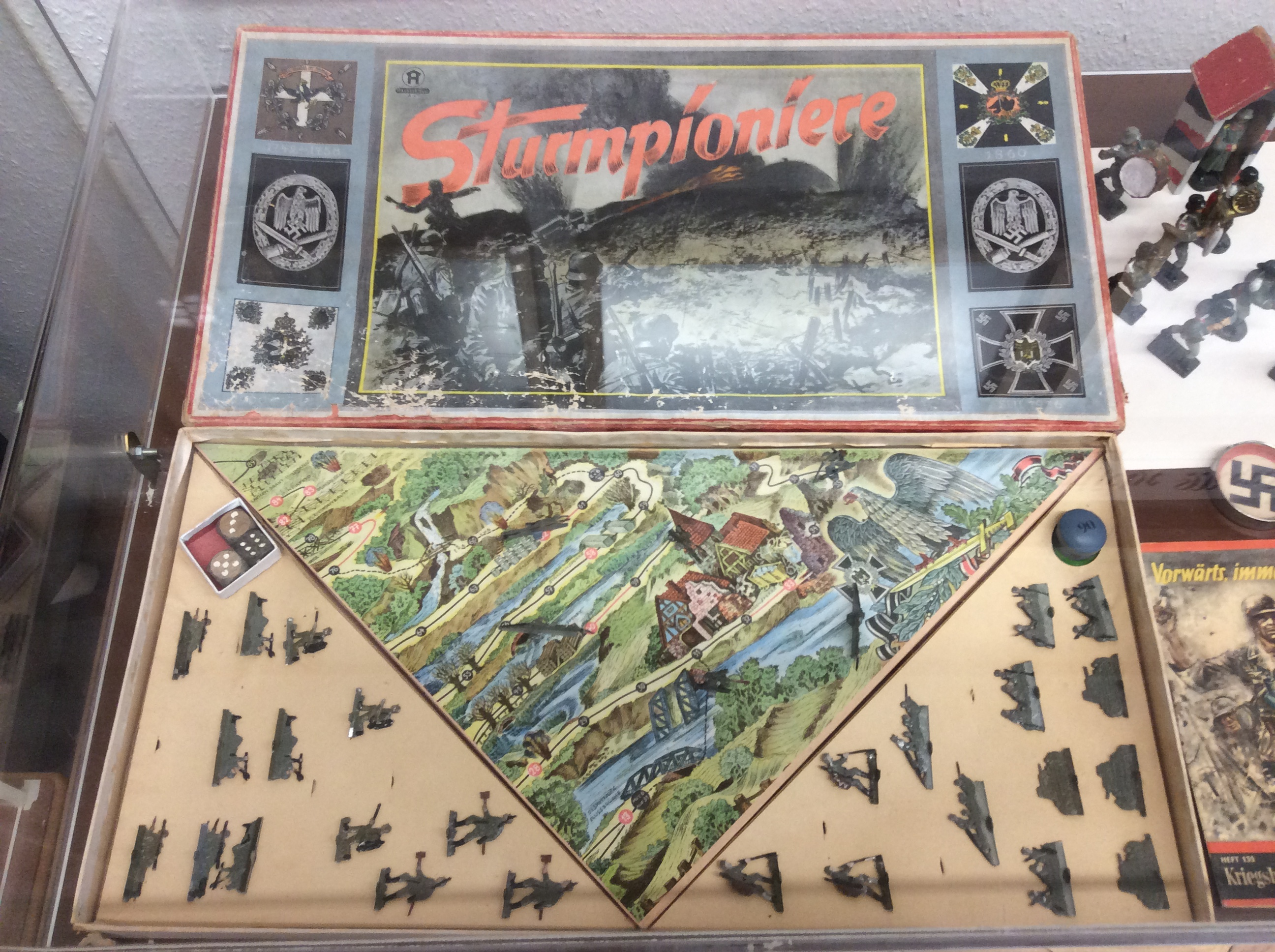
بازی‌های رومیزی و اسباب‌بازی‌های مختلف، راه دیگری برای القای تبلیغات نژادی و سیاسی نازیسم و شست‌وشوی مغزی کودکان و نوجوانان آلمانی بود. همچنین از برخی اسباب‌بازی‌ها به‌عنوان وسیله‌ای تبلیغاتی برای تلقین نظامی‌گری به کودکان استفاده می‌شد.

جوانان و کودکان در این نظام سیاسی، محتوای تبلیغاتی را حین بازی و کلاس‌های فوق برنامه و در فعالیت‌ها و مسابقات ورزشی می‌آموختند. همچنین، جوانان در آلمان نازی حول و حوش سال ۱۹۳۶ موظف بودند، به گروه‌های جوانان نازی بپیوندند. آن‌ها در این گروه‌ها، به فعالیت‌های ورزشی آخر هفته، جلسات بعد از مدرسه و سفرهای تفریحی دعوت می‌شدند. جوانان نازی با عضویت در حزب، استقلال از خانواده و آزادی به دست می‌آوردند و می‌توانستند آخر هفته‌ها با همسالان خود کوهنوردی کنند. آلمان نازی، در محتوای تبلیغاتی و تعیین مخاطب تبلیغات سیاسی و ابزارهای به کار گرفته شده، با در اولویت قرار دادن جوانان، شور و نیروی جوانی آنان را به نفع یک آیندهٔ مهندسی‌شده و هدف ایدئولوژیک هدایت می‌کرد.

## ورزش
اوج مسائل ورزشی در آلمان نازی را می‌توان مسابقات المپیک تابستان ۱۹۳۶ دانست که البته مسائل سیاسی نیز در آن نقش پررنگی داشت به خصوص آنکه نازی‌ها این مسابقات را تبلیغی برای برتری نژاد آریایی می‌دانستند. انتخاب ورزشکاران آلمانی پیش از آنکه به مهارت آن‌ها در ورزش اهمیت داشته باشد به چهره آریایی آن‌ها اهمیت داشت.

### حضور سیاه‌پوستان در المپیک
طی مسابقات المپیک تابستانی برلین تعدادی از دوندگان سیاه‌پوست آمریکایی نیز به دریافت مدال المپیک نائل شدند. روزنامه‌های آمریکایی برنده شدن مدال توسط دوندگان سیاه‌پوست و دریافت مدال توسط مقامات عالی‌رتبه آلمان و همچنین تشویق آن‌ها از طرف تماشاگران آلمانی را ردی بر فرضیه نژادپرستی نازی‌ها دانستند. البته موضوع مهم دیگری در خصوص سیاه‌پوستان ماجرای دست ندادن هیتلر با دونده سیاه‌پوست آمریکایی جسی اونز* است. رسانه‌های مخالف دولت هیتلر تبلیغات وسیعی بر روی این موضوع انجام دادند. اما در حقیقت آن روز هیتلر به دستور کمیته برگزاری المپیک و به دلیل تسریع در امر مراسم اهدای جوایز از دست دادن با هر ورزشکاری چه آلمانی و چه غیر آلمانی منع کرده بود  با این حال به گفتهٔ برخی منابع، هیتلر از پیشنهاد عکس انداختن با اونز به شدت خشمگین شد و استفاده آمریکاییان از سیاه‌پوستان در المپیک را خجالت‌آور خوانده بود. اونز لیکن مدعی شد که هیتلر به او احترام گذاشته و دست تکان داد، در حالی‌که رئیس‌جمهور آمریکا حتی به وی یک تلگرام نزد. آمریکا در این سالیان دوران جدایی نژادی خود را می‌گذراند و لذا دیدگاه اونز تعجب‌آور نیست. اونز از هیتلر به عنوان مردی «متین» یاد می‌کرد و لذا توسط برخی یک طرفدار هیتلر نیز نامیده شده اما دیدگاه‌های شخصی او را سیاه‌پوستان دیگر لزوماً نداشتند.